# Пономаренко Олександр Васильович
Олекса́ндр Васи́льович Пономаре́нко — сержант Збройних сил України, учасник російсько-української війни.

## Короткий життєпис
2007 року призваний на службу до лав ЗСУ. Залишився по контракту, сержант. Командир відділення, 33-й полігон — 169-й навчальний центр Сухопутних військ.
4 грудня 2014-го загинув, зазнавши поранення у секторі «С».
Похований в селі Десна (Козелецький район).

## Нагороди
За особисту мужність і героїзм, виявлені у захисті державного суверенітету та територіальної цілісності України, вірність військовій присязі під час російсько-української війни, відзначений — нагороджений
- 13 серпня 2015 року — орденом «За мужність» III ступеня (посмертно).
- 30 листопада 2021 року — Почесна відзнака Чернігівської обласної ради «За мужність і вірність Україні»[1].